# Exochus nasuzanus
Exochus nasuzanus là một loài tò vò trong họ Ichneumonidae.